# Hoara Borselli
Hoara Borselli (Firenze, 9 giugno 1976) è una conduttrice televisiva, opinionista, giornalista ed ex modella e attrice italiana.

## Biografia

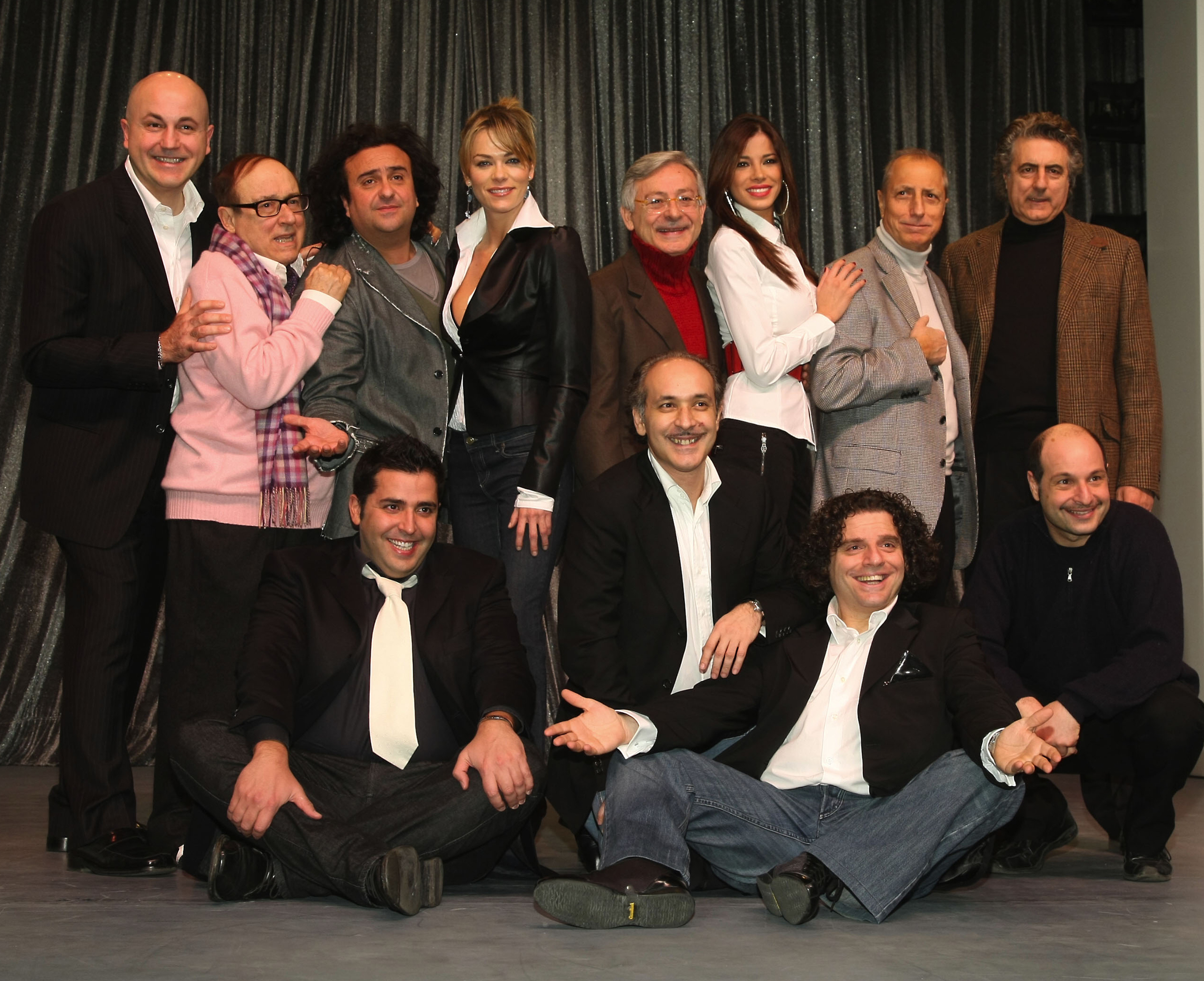
La Compagnia del Bagaglino nel 2008 su Canale 5 in Gabbia di matti

Nasce a Firenze da una famiglia di commercianti. Compiuti 16 anni inizia a lavorare come modella e fotomodella per l'agenzia Riccardo Gay e, nel 1992, partecipa al concorso Miss estate Festivalbar su Italia 1.
In seguito, lavora come conduttrice televisiva e attrice, dapprima come valletta in Bellezze al Bagno (1993), poi apparendo sul grande schermo con il film Per favore, strozzate la cicogna (1995), con regia di Luciano Crovato, e poi, nel 1997, è nel cast di Panarea, diretto da Pipolo. Il suo primo ruolo da attrice televisiva è, nel 2000, quello di Daniela Molinari nella soap opera Un posto al sole, in onda su Rai 3. Due anni dopo è Barbara Nardi Ryan per la soap di Canale 5 CentoVetrine. Tra le altre fiction televisive in cui ha recitato, vi sono la serie televisiva Grandi domani, in onda su Italia 1 nel 2005, e la miniserie televisiva Provaci ancora prof 2 del 2007, diretta da Rossella Izzo e trasmessa su Rai 1.
Nell'inverno del 2005 vince, con il 65% dei voti, la prima edizione del talent show di Rai 1 Ballando con le stelle, in coppia con il maestro Simone Di Pasquale, con il quale, tra il 2007 ed il 2008, forma un sodalizio artistico, recitando con lui a teatro nel musical La febbre del sabato sera, ispirato all'omonimo film con John Travolta. Nel 2006 Vincenzo Salemme la vuole al suo fianco come primadonna nel suo spettacolo in prima serata su Rai 1, Famiglia Salemme Show. Nello stesso anno conduce il Festival Show 2006. Nel 2008 è stata primadonna del varietà Gabbia di matti della Compagnia del Bagaglino in onda su Canale 5.
Nel 2011 è scelta dal ministro della difesa Ignazio La Russa come componente del suo ufficio di diretta collaborazione con le mansioni di conduttrice e co-organizzatrice degli eventi per le celebrazioni per il 150º anniversario dell'Unità d'Italia percependo un compenso annuo di 16.120 euro; tale decisione è stata oggetto di interrogazione parlamentare a prima firma del deputato Andrea Sarubbi, alla quale La Russa ha risposto affermando che quell'ingaggio avrebbe consentito un risparmio degli oneri rispetto a quelli corrisposti alla stessa showgirl rispetto all'assunzione di altri professionisti dello spettacolo. Dalla fine del 2017 fino al maggio del 2018 è conduttrice radiofonica, su Radio Incontro donna, di Attualmente diverso, programma di attualità e politica. 
Dichiaratasi di fede politica di destra, dal 2019 interviene come opinionista nelle trasmissioni Non è l'Arena di Massimo Giletti su LA7, Quarta Repubblica di Nicola Porro, Fuori dal coro di Mario Giordano, Zona bianca di Giuseppe Brindisi e 4 di sera di Paolo Del Debbio su Rete 4, Mattino Cinque di Federica Panicucci e Francesco Vecchi e Pomeriggio Cinque di Barbara D'Urso su Canale 5. Dall’agosto del 2020 scrive sempre di politica per il quotidiano Secolo d'Italia. Collabora inoltre con Il Tempo, il Riformista e il Giornale.

## Vita privata
Dopo una relazione di sei anni con l'ex portiere della nazionale di calcio Walter Zenga, nel 2009 si sposa con Antonello Costigliola con cui ha due figli, Margot (2009) e Daniel (2012).

## Filmografia

### Cinema
- Per favore, strozzate la cicogna, regia di Luciano Crovato (1995)
- Panarea, regia di Pipolo (1997)
- Crazy Blood, regia di Gaetano Russo (2006)

### Televisione
- Un posto al sole – serie TV (2000)
- CentoVetrine – serie TV (2002)
- Un medico in famiglia – serie TV (1998-1999)
- Grandi domani – serie TV (2005)
- Un posto tranquillo – serie TV (2005)
- Provaci ancora prof! – serie TV, 6 episodi (2007)
- Vita da paparazzo, regia di Pier Francesco Pingitore – miniserie TV (2008)

## Teatro
- La febbre del sabato sera, regia di Massimo Romeo Piparo – musical (2007-2008)

## Programmi televisivi
- Festivalbar (Italia 1, 1992) - concorrente di miss estate
- Bellezze al Bagno (Rete 4, 1993) - valletta
- Il gatto e la volpe (Canale 5, 1997) - concorrente
- Premio Gocce d'argento (2004)
- Festa di primavera dell'Antoniano di Bologna (Rai 1, 2005)
- Guarda che Luna (2005)
- Fai finta che sia (2005)
- Ballando con le stelle (Rai 1, 2005) - concorrente vincitrice
- Ballando con le stelle - La supercoppa (Rai 1, 2005-2007) - concorrente
- Famiglia Salemme Show (Rai 1, 2006)
- Festival Show (2006)
- Cantagiro (2008)
- Premio regia televisiva (Rai 1, 2011) con Fabrizio Frizzi e Daniele Piombi
- Reportage Miss Italia (2011)
- Non è l'Arena (LA7, 2019-2023) - opinionista ricorrente
- Quarta Repubblica (Rete 4, dal 2019) - opinionista ricorrente
- Mattino Cinque (Canale 5, dal 2019) - opinionista ricorrente
- Fuori dal coro (Rete 4, 2020) - opinionista
- Zona Bianca (Rete 4, dal 2021) - opinionista
- Pomeriggio Cinque (Canale 5, dal 2021) - opinionista ricorrente
- Miss Italia (2023) - giurata
- 4 di sera (Rete 4, dal 2024) - opinionista